# ضحك ولعب وجد وحب (فلم)
ضحك ولعب وجد وحب فيلم مصري عرض عام 1993. من بطولة عمرو دياب ويسرا وعمر الشريف مع حنان ترك، حسين الشربينى ، سناء يونس ، علاء ولي الدين ، أحمد أدم، تأليف وإخراج طارق التلمساني.
اسم الفيلم مأخوذ من أغنية لعبد الحليم حافظ بنفس الاسم.

## قصة الفيلم
تدور أحداث الفيلم في عام 1968 في منطقة مصر الجديدة، يعيش مجموعة من طلبة أحد المدارس حياة اللهو والمتع، ويتعرفون على شاب ملاكم يدعى أدهم، والذي يغير من منظور حياتهم في العديد في المناحي، ويقع أدهم في حب فتاة عاهرة ويقرر الزواج منها، لكن والده الثري يقف حجر عثرة أمام هذه الزيجة، ويحاول أن يبعدهما عن بعضهما البعض.

## وصلات خارجية
- مقالات تستعمل روابط فنية بلا صلة مع ويكي بيانات